# Who's That Girl? (музика из филма)
 (срп. Ко је та девојка) је први саундтрек албум поп певачице Мадоне, издат 21. јула 1987. од стране Sire Records. Компилиран је како би пропратио филм Ко је та девојка?, у коме је Мадона глумила, и који је изашао 1987. Процене продаје су око 5 милиона примерака.

## Историја албума
Мадона је допринела саундтреку са своје четири песме (од укупно 9), настављајући свој рад са Патриком Леонардом и Стивеном Брајем. За разлику од филма, саундтрек је постигао велики успех, са насловном песмом као #1 хитом у САД и УК. Други сингл са албума, Causing a Commotion, постао је још један топ 5 хит (#2 у САД). Трећи сингл, The Look of Love, издат је само у Европи, и постигао је мали успех, упркос очекивањима да би се могао пробити и у Америци, јер је представљао једну од Мадониних бољих балада, али до тога није дошло. 
Иако се често представља као Мадонин албум, овај саундтрек укључује и друге извођаче, па зато овај албум званично није део Мадонине дискографије.

## Списак песама
| #  | Име                                                                               | Трајање |
| -- | --------------------------------------------------------------------------------- | ------- |
| 1. | (изводи Мадона) Аутори: Мадона, Патрик Леонард Продуценти: Мадона, Патрик Леонард | 3:58    |
| 2. | (изводи Мадона) Аутори: Мадона, Стивен Брај Продуценти: Мадона, Стивен Брај       | 4:20    |
| 3. | (изводи Мадона) Аутори: Мадона, Патрик Леонард Продуценти: Мадона, Патрик Леонард | 4:03    |
| 4. | (изводи Данкан Форе)                                                              | 3:38    |
| 5. | (изводе )                                                                         | 4:43    |
| 6. | (изводи Мајкл Дејвидсон)                                                          | 3:56    |
| 7. | (изводе )                                                                         | 3:51    |
| 8. | (изводи Мадона) Аутори: Мадона, Стивен Брај Продуценти: Мадона, Стивен Брај       | 4:45    |
| 9. | (изводе )                                                                         | 6:22    |

## Синглови
| #  | Име | Датум                       |
| -- | --- | --------------------------- |
| 1. |     | 30. јун 1987.               |
| 2. |     | 25. август 2987.            |
| 3. |     | 25. новембар 1987. (Европа) |

## Продаја
| Држава                | Највиша позиција на листи | Сертификација | Продаја    |
| --------------------- | ------------------------- | ------------- | ---------- |
| Аустрија              | 5                         |               |            |
| Француска             | 2                         | 2x Платинаст  | 600,000+   |
| Немачка               | 1                         | Златни        | 150,000+   |
| Холандија             |                           | Златни        | 50,000+    |
| Норвешка              | 2                         |               |            |
| Шведска               | 4                         |               |            |
| Швајцарска            | 4                         |               |            |
| Уједнињено Краљевство |                           | Сребрни       | 60,000+    |
| САД                   | 7                         | Платинаст     | 1,000,000+ |
| СВЕТ                  |                           | [ 6 ] [ 7 ]   | 5,000,000+ |